# Conocimiento previo
El conocimiento previo es la información que el individuo tiene almacenada en su memoria, debido a sus experiencias pasadas.
Es un concepto que viene desde la teoría de aprendizaje significativo postulada por David Ausubel, por ende también se relaciona con la psicología cognitiva.
Es muy utilizado en la pedagogía, puesto que ayuda mucho en el proceso de enseñanza-aprendizaje.
El tener estos conocimientos previos ayuda al individuo a la adquisición de nuevos aprendizajes, Ausubel llamó a los nuevos aprendizajes como ideas anclajes.
En compresión de lectura es el proceso de activación de conocimientos previos se orienta a que el lector de manera autónoma utilice sus conocimientos y habilidades innatas o adquiridas con anterioridad para realizar su análisis del escrito, sin embargo esto implica que su manera de interpretar este sujeta a lo que posee antes de la praxis en la lectura y que por lo tanto carezca de lo que se requiere como una adecuada comprensión de lectura.
- Datos: Q5689014